# Jan Kock
Johannes Hermanus Michiel "Jan" Kock (Graaff-Reinet, 11 maart 1835 - Ladysmith, ca. 31 oktober 1899) was een Boerengeneraal tijdens de Tweede Boerenoorlog.

## Biografie

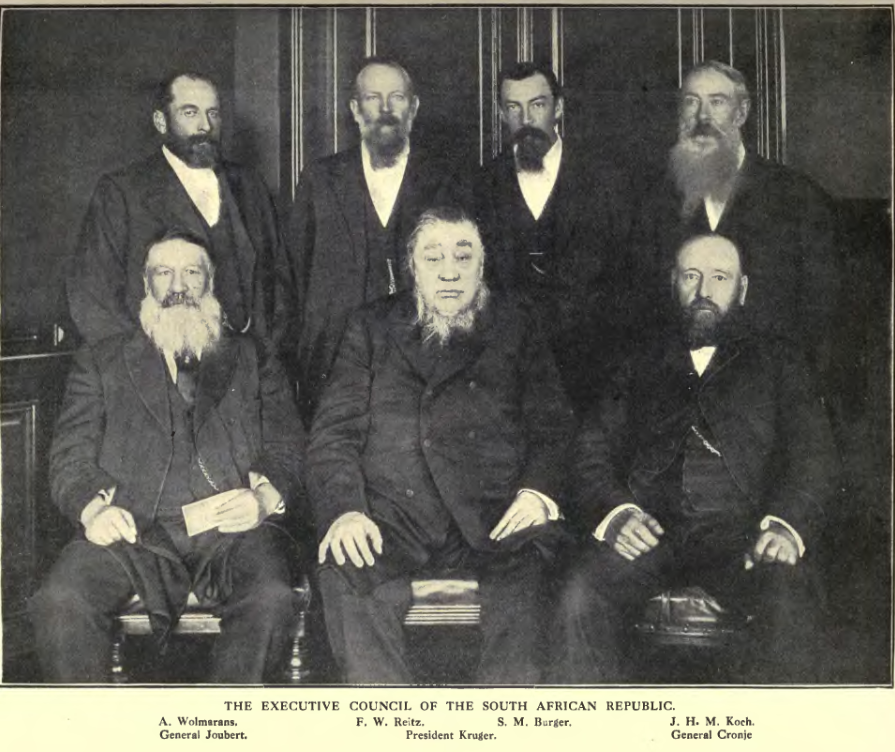
Kock (rechtsboven) in het Transvaalse kabinet

Kock werd in 1835 geboren te Graaff-Reinet en maakte op zeer jonge leeftijd de Grote Trek mee. Op 13-jarige leeftijd vocht hij aan de kant van Andries Pretorius in de Slag bij Boomplaats. In de Zuid-Afrikaansche Republiek (Transvaal) werd hij landdrost van Potchefstroom en volksvertegenwoordiger in de Volksraad. Kock was grotendeels verantwoordelijk voor de uitkering van een staatsloon aan protestante dominees. In 1891 werd hij lid van de Uitvoerende Raad van Transvaal en samen met Piet Cronjé diende hij als assistent-generaal van commandant-generaal Piet Joubert.
Toen de Tweede Boerenoorlog in 1899 uitbrak werd Kock generaal van een commando in Noord-Natal dat deels bestond uit het Johannesburg Commando en het Hollanderkorps, een regiment van Nederlandse vrijwilligers. Overmoedig bezette hij het treinstation Elandslaagte en op 21 oktober werd hij door een Britse overmacht geconfronteerd. Kock weigerde terug te trekken en raakte zwaargewond in de daaropvolgende Slag bij Elandslaagte. Hij overleed tien dagen later in krijgsgevangenschap te Ladysmith.